# 仙台市立小松島小学校
仙台市立小松島小学校（せんだいしりつこまつしましょうがっこう）は宮城県仙台市青葉区にある
公立小学校である。2021年の児童数は472人、21学級、教職員40人。

## 概要
1954年3月設立。当時の本校の学区（現在の旭丘小学校、 幸町小学校、鶴谷小学校の学区を含む）は、仙台市旧市街の東北端であった仙台東照宮の北側・東側の広範囲を占め、原野や丘陵が多かったものの、一部は仙台の郊外住宅地として既に開発されており、東北高等学校や東北薬科大学（現：東北医科薬科大学）は現在と同じ場所に既に所在していた。現在の本校の学区は、ほとんどが住宅地である。

## 沿革
- 1954年3月 - 設立。
- 1954年6月 - 校章・校歌制定。
- 1954年7月 - 校旗制定。
- 1965年7月 - 旭丘小学校が独立。
- 1971年4月 - 幸町小学校と鶴谷小学校が独立。

## 学区
- 青葉区
  - 小松島新堤
  - 小松島1〜2丁目、3丁目（1〜9番、10番の一部、11〜13番）、4丁目（3〜31番）
  - 高松1〜2丁目、3丁目（1〜18、23番）
  - 東照宮1丁目（7、13番の一部、14、19番）、2丁目
- 宮城野区
  - 安養寺1丁目（4〜11番、19番の一部、20番）、蟹沢（1〜6番）

## 卒業後の進路
- 仙台市立台原中学校、仙台市立幸町中学校、仙台市立五城中学校に分かれる。

## アクセス
- JR東日本仙山線東照宮駅から徒歩5分